# Pan Kombe
Pour les articles homonymes, voir Kombé.
Pan Kombe est un village de la région du Centre du Cameroun, situé dans la commune de Bot-Makak. 

## Population et développement
En 1962, la population de Pan Kombe était de 108 habitants. La population de Pan Kombe était de 224 habitants dont 128 hommes et 96 femmes, lors du recensement de 2005.     